# Shipu (ort i Kina, Zhejiang Sheng, lat 29,21, long 121,94)
Shipu (kinesiska: 石浦, 石浦镇) är en ort i Kina. Den ligger i provinsen Zhejiang, i den östra delen av landet, omkring 210 kilometer sydost om provinshuvudstaden Hangzhou. Antalet invånare är 92 542. Befolkningen består av 45 558 kvinnor och 46 984 män. Barn under 15 år utgör 14,0 %, vuxna 15-64 år 76 %, och äldre över 65 år 8,0 %.
Runt Shipu är det tätbefolkat, med 369 invånare per kvadratkilometer. Shipu är det största samhället i trakten. 
Genomsnittlig årsnederbörd är 1 837 millimeter. Den regnigaste månaden är juni, med i genomsnitt 338 mm nederbörd, och den torraste är januari, med 56 mm nederbörd.